# Samuel Neal McClean
Samuel Neal McClean (* 7. Januar 1857 in Columbus City, Iowa; † 30. Mai 1930 in Cleveland) war ein US-amerikanischer Erfinder.

## Leben
McClean absolvierte 1885 die University of Iowa als Doktor der Medizin und praktizierte als Arzt in Washington (Iowa) bis 1896. Danach widmete er sich Erfindungen, hauptsächlich in der Waffentechnik. Im Laufe der Jahre erhielt er über 150 Patente in diesem Bereich, aber auch zur Zündkerze, Waschmaschine oder Mangel.
Im Jahre 1900 gründete er sein Unternehmen McClean Arms & Ordnance Company in Cleveland. Mit großem finanziellem Aufwand versuchte er ein wassergekühltes Maschinengewehr zu konstruieren. Als er in finanzielle Schwierigkeiten geriet, war er gezwungen, seine Firma zu verkaufen, blieb aber der Generaldirektor. 1908 bis 1910 arbeitete er mit dem US-Army-Offizier Ormond Mitchell Lissak zusammen, dennoch fiel das Maschinengewehr bei Versuchen der US Navy durch. Schließlich wurden 1910 McCleans Patente von seinen Geldgebern zu der neu gegründeten Automatic Arms Company transferiert. Auf Grundlage der Vorarbeiten von McClean entwickelte die Automatic Arms Company unter der Leitung von Isaac Newton Lewis das luftgekühlte Lewis-Maschinengewehr, das im Ersten Weltkrieg in großer Zahl produziert wurde. Im Jahre 1920 ging McClean gerichtlich gegen die Übertragung seiner Patente vor, doch er verlor den Prozess.
Von 1910 bis zu seinem Tod arbeitete McClean in der Innovationsabteilung beim Automobilhersteller General Motors. McClean war verheiratet und hatte zwei Kinder.